# Zezinando Odelfrides Gomes Correia
Zezinando Odelfrides Gomes Correia (* 1. Januar 1987 in Bissau, Guinea-Bissau), auch einfach nur Zezinando genannt, ist ein ehemaliger guinea-bissauisch-portugiesischer Fußballspieler.

## Karriere

### Verein
Zezinando erlernte das Fußballspielen in den Jugendmannschaften vom SC Farense und Sporting Lissabon. Bei Sporting unterschrieb er im Juli 2006 auch seinen ersten Vertrag. Der Verein aus der Hauptstadt Lissabon spielte in der ersten portugiesischen Liga, der Primeira Liga. Von Sporting wurde er an die ebenfalls portugiesischen Vereine GD Estoril Praia, Atlético CP und Real SC ausgeliehen. 2019 wechselte er zu CF Estrela Amadora nach Amadora. Von Juli 2010 bis Dezember 2010 war er vertrags- und vereinslos. Im Januar 2011 zog es ihn nach Asien. Hier unterschrieb er in Thailand einen Vertrag beim Samut Songkhram FC. Der Verein aus Samut Songkhram spielte in der ersten Liga, der Thai Premier League. 2013 nahm ihn der thailändische Zweitligist Air Force AVIA unter Vertrag. Mit dem Verein aus der Hauptstadt Bangkok wurde er am Ende der Saison Meister der zweiten Liga und stieg somit in die erste Liga auf. Dort spielte er noch ein Jahr. Nach insgesamt 30 Spielen für die Air Force wechselte er im Februar 2015 zum Zweitligisten Trat FC. Am Ende der Saison 2015 stieg er mit dem Klub aus Trat in die dritte Liga ab. Nach dem Abstieg beendete er am 1. Januar 2016 seine Karriere als Fußballspieler.

### Nationalmannschaft
Zezinando spielte 2006 zweimal in der portugiesischen U19-Nationalmannschaft. Mit der Mannschaft nahm er an der U19-Europameisterschaft in Polen teil. In der Gruppe B belegte man den dritten Platz und schied nach der Vorrunde aus. Mit der U20-Nationalmannschaft spielte er 2007 bei der U20-Weltmeisterschaft in Kanada. Hier erreichte man das Achtelfinale, das man aber mit 0:1 gegen Chile verlor.

## Erfolge
Air Force AVIA
- Thai Premier League Division 1: 2013  ▲